# Соксеротт
Соксеро́тт (фр. Saulxerotte) — коммуна во французском департаменте Мёрт и Мозель региона Лотарингия. Относится к  кантону Коломбе-ле-Бель.	

## География
Соксеротт расположен в 31 км к юго-западу от Нанси. Соседние коммуны: Селенкур и Долькур на северо-востоке, Фавьер, Лалёф, Желокур и Баттиньи на юго-востоке.		

## Демография
Население коммуны на 2010 год составляло 84 человека.
| 1962 | 1968 | 1975 | 1982 | 1990 | 1999 | 2010 |
| ---- | ---- | ---- | ---- | ---- | ---- | ---- |
| 69   | 56   | 59   | 50   | 71   | 80   | 84   |

## Достопримечательности
- Церковь XV века.
- Развалины часовни Сент-Клер.